# RTorrent
rTorrent är en textbaserad ncurses BitTorrent-klient skriven i C++, baserad på libTorrent-biblioteken för UNIX.

## Guider/Howto
- Använd rTorrent som ett proffs

## Videoguider
- rTorrent review & usage - Archlinux
- om avalanche-rt